# Ongeluk in de Djatlovpas
Het ongeluk in de Djatlovpas deed zich voor in de nacht van 2 februari 1959 aan de oostkant van de Cholattsjachl (Wogoels voor Dode berg) in het noordelijke Oeralgebergte.
De bergpas waar het ongeluk plaatsvond werd later naar de groepsleider Igor Djatlov vernoemd.
Het ontbreken van externe getuigen, de omstandigheden waarin het ongeluk plaatsvond en de journalistieke onderzoeken naar de dood van de klimmers hebben tot veel speculatie geleid.

## Achtergrond
In Oblast Sverdlovsk, het huidige Jekaterinenburg, kwam een groep van acht mannen en twee vrouwen samen voor een geplande skitrip. De meeste groepsleden waren studenten of alumni van het toenmalige Polytechnisch instituut van de Oeral (UPI), nu bekend als de Staats-Technische Universiteit van de Oeral. De groep werd geleid door de 23-jarige Igor Djatlov. De groep bestond uit:
- Igor Aleksejevitsj Djatlov
- Zinaida Aleksejevna Kolmogorova
- Loedmila Alexandrovna Doebinina
- Aleksandr Sergejevitsj Kolevatov
- Roestem Vladimirovitsj Slobodin
- Joeri Aleksejevitsj Krivonisjenko
- Joeri Nikolajevitsj Dorosjenko
- Nikolaj Vladimirovitsj Thibeaux-Brignolles
- Aleksandr Aleksandrovitsj Zolotarjov
- Joeri Jefimovitsj Joedin

Het doel van de expeditie was om de berg Otorten te bereiken, die ongeveer 10 km ten noorden van de plaats van het ongeluk ligt. De route werd rond de tijd van het voorval als 'Categorie III' bestempeld, de moeilijkste categorie. Alle groepsleden hadden voldoende ervaring met het afleggen van lange skitrips en bergexpedities.
De groep reisde op 25 januari met de trein naar Ivdel, een centraal gelegen stad in de noordelijke provincie Oblast Sverdlovsk. Vervolgens reden ze met een vrachtwagen naar Vizjaj, de diepst in het noorden gelegen en tevens laatste bewoonde nederzetting. Vanuit daar begonnen ze twee dagen later hun beklimming naar de Otorten-berg. De volgende dag moest groepslid Joeri Joedin wegens gezondheidsredenen terugkeren. Bijgevolg waren er nog maar negen klimmers.
Dagboeken en camera’s die in hun laatste kamp werden gevonden maakten het mogelijk de weg die de groep vanuit dat kamp had afgelegd na te trekken. Op 31 januari bereikten ze de grens met het hoogland en bereidden ze zich voor op de beklimming. In een bebost dal bouwden ze een opslagplaats voor levensmiddelen en uitrusting die ze op de terugweg nodig zouden hebben. De volgende dag (1 februari) begonnen ze aan de oversteek van de bergpas. Vanwege een verminderd zicht veroorzaakt door slechte weersomstandigheden raakte de groep uit de koers en belandde te diep richting het westen van de Cholattsjachl. Toen de groepsleden dit opgemerkt hadden, besloten ze aan de berghelling een kamp op te slaan.

## Zoektocht
Voorafgaand aan de expeditie had Djatlov beloofd een telegram naar hun sportvereniging te sturen zodra de groep terug in Vizjaj was aangekomen. Het bericht werd ten laatste op 12 februari verwacht. Omdat Djatlov echter Joedin op de hoogte had gesteld van een mogelijke vertraging van het telegram, werd er na 12 februari niet direct actie ondernomen. Vertragingen van een aantal dagen waren namelijk gebruikelijk bij zulke expedities. Pas toen de verwanten van de klimmers een reddingsactie eisten, stuurde het hoofd van het instituut op 20 februari een groep vrijwillige studenten en leerkrachten uit. Op een later tijdstip raakten ook het leger en de politie bij de zoektocht betrokken. Zij zetten vliegtuigen en helikopters in om de expeditie op te sporen.

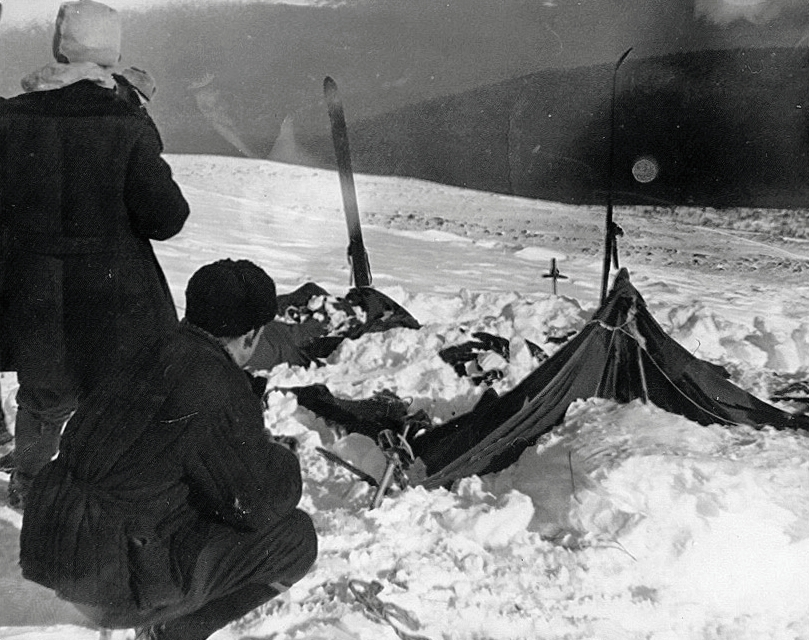
De vernielde tent in de staat waarin de reddingsploeg hem aantrof op 26 februari 1959.

Op 26 februari vond men de verlaten en zwaar beschadigde tent aan de Cholattsjachl. Een spoor van voetafdrukken leidde naar de grens van een nabijgelegen bos. Na 500 m was het spoor echter door sneeuw bedekt. Aan de bosrand vond de reddingstroep de overblijfselen van een vuur en de lichamen van Krivonisjenko en Dorosjenko onder een grote dennenboom. Ze waren beiden blootsvoets en droegen enkel ondergoed. Tussen de boom en het kamp werden nog de lichamen van Djatlov, Kolmogorova en Slobodin gevonden. Men vermoedde dat ze op de terugweg naar het kamp waren. De lijken werden afzonderlijk gevonden met een afstand van respectievelijk 300, 480 en 630 m van de dennenboom.
De zoektocht naar de vier overgebleven klimmers nam meer dan twee maanden in beslag. Op 4 mei werden hun lichamen gevonden onder een vier meter dikke sneeuwlaag in een ravijn in het bos op 75 meter afstand van de dennenboom.

## Onderzoek
Onmiddellijk na de vondst werd een gerechtelijk onderzoek ingesteld naar de eerste vijf slachtoffers. Uit de lijkschouwing kwam naar voren dat de lichamen geen dodelijk letsel vertoonden, waardoor men tot de conclusie kwam dat ze allen door onderkoeling waren gestorven. Slobodin had een kleine barst in zijn schedel die echter geen dodelijke verwonding kon zijn geweest.
De lijkschouwing van de vier die in mei werden gevonden gaf daarentegen een ander beeld weer. Drie lijken vertoonden zware verwondingen: dat van Thibeaux-Brignolle had zware schedelbreuken en de lijken van Doebinina en Solotarev vertoonden zwaar borstletsel. Volgens Dr. Boris Vozrozjdenny moest de kracht die deze verwondingen veroorzaakt had erg groot zijn geweest. Hij vergeleek het met de kracht van een auto-ongeluk. Opvallend was het ontbreken van uitwendig letsel, waardoor het leek alsof de lijken door hoge druk verminkt waren. Bovendien ontbrak de tong van Doebinina. Aanvankelijk werd er gespeculeerd dat de inheemse Mansi-bevolking de groep misschien had aangevallen en om het leven gebracht. Het onderzoek wees echter uit dat de omstandigheden van hun dood deze theorie niet onderbouwden: enkel de voetafdrukken van de klimmers waren zichtbaar en er waren geen tekenen van geweld.
Ondanks de zeer lage temperaturen (ca. −25 tot −30 °C) en de sterke wind waren de slachtoffers schaars gekleed. Sommigen hadden slechts één schoen aan, terwijl anderen geen schoenen of enkel sokken droegen. Anderen droegen afgescheurde stukken kleding van medeklimmers die reeds gestorven waren. De aannemelijkste verklaring is echter het zogenaamde ‘paradoxaal uitkleden’, dat zich bij tot 25% van de sterfgevallen door hypothermie voordoet. Het ontstaat meestal bij middelmatige tot zware hypothermie, wanneer de persoon gedesoriënteerd en verward is. Hierdoor kan het zijn dat de persoon in kwestie zich uitkleedt, wat op zijn beurt leidt tot een toename van warmteverlies.
In de nog overgebleven delen van de toenmalige onderzoeksrapporten wordt het volgende bepaald:
- Zes groepsleden stierven aan onderkoeling en drie groepsleden aan dodelijke verwondingen.
- Er waren geen aanwijzingen dat er zich naast de negen klimmers andere mensen in de buurt van de Cholattsjachl bevonden ten tijde van het ongeluk.
- De tent werd van binnen uit opengesneden.
- De slachtoffers stierven zes tot acht uur na hun laatste maaltijd.
- Sporen bij het kamp toonden aan dat alle personen het kamp uit eigen overweging te voet verlaten hadden.
- Volgens Dr. Boris Vozrozjdenny waren de dodelijke verwondingen van de drie lijken niet door mensen veroorzaakt "omdat de kracht van de schokken te sterk was en geen weke delen beschadigd waren." Hierdoor werd de theorie van een mogelijke Mansi-aanval verworpen.[1]
- Forensische onderzoeken toonden een grote hoeveelheid radioactieve besmetting van de kleding van een aantal slachtoffers aan.[1] Vermoedelijk ontstond deze radioactiviteit pas op een later tijdstip, gezien hiervan geen vermelding bestond in eerdere verslagen.[1]

Het eindoordeel was dat alle groepsleden door een "overheersende, onbekende kracht" gestorven waren. Het gerechtelijk onderzoek werd in mei 1959 officieel beëindigd vanwege "het ontbreken van een schuldige partij". De processtukken werden in een geheim archief opgeborgen en de fotokopieën, waarvan een aantal pagina’s ontbrak, werden pas in de jaren 90 beschikbaar gesteld.
De toegang tot het gebied werd tot drie jaar na het ongeluk versperd.
Joeri Joedin, de enige overlevende van de expeditie, zei later in een interview: "Als ik de mogelijkheid had om God één enkele vraag te stellen, dan zou dat zijn: 'Wat is er die nacht met mijn vrienden gebeurd?'"